# Leo Ornstein
Leo Ornstein (Kremenchuk, gubernia de Poltava, Imperio ruso, 2 de diciembre de 1893 u 11 de diciembre de 1895-Green Bay, Wisconsin, 24 de febrero de 2002) fue un compositor, pianista y pedagogo estadounidense, clasificado como el modernista y pianista de mayor importancia en Estados Unidos a comienzos del siglo XX. Sus interpretaciones de obras de compositores avant-garde y sus propias e innovadoras piezas, aunque algunas veces escandalosas, lo hicieron un cause célèbre en ambos lados del océano Atlántico.
Ornstein fue el primer compositor de importancia en hacer un uso extenso del clúster tonal. A mediados de la década de 1920 se alejó de los reflectores y pronto desapareció de la memoria popular. Aunque dio su último concierto cuando tenía 40 años, continuó componiendo por más de medio siglo.

## Primeros años
No se sabe con seguridad su fecha de nacimiento, aunque se cree que nació el 2 de diciembre de 1893 o el 11 de diciembre de 1895. Lo que sí se sabe es que nació en Kremenchuk, una ciudad de Imperio ruso. Creció en un ambiente musical. Su padre era un cantor litúrgico hebreo, mientras que su tío violinista lo motivó cuando era niño. Ornstein fue reconocido desde pequeño como un prodigio en el piano; en 1902, cuando el celebrado pianista Josef Hoffman visitó Kremenchuk, escuchó tocar a Ornstein cuando tenía ocho años. Hoffman le dio una carta de recomendación para el altamente reconocido Conservatorio de San Petersburgo. Poco después, Ornstein fue aceptado como pupilo en la Escuela Imperial de Música en Kiev, dirigida en ese tiempo por Vladimir Puchalsky. Sin embargo, la muerte de un familiar obligó a Ornstein a regresar a casa. En 1903, Osip Gabrilovich lo escuchó tocar y lo recomendó para el Conservatorio de Moscú. En 1904, a los 10 años, Ornstein audicionó y fue aceptado en el conservatorio de San Petersburgo. Donde estudió composición con Aleksandr Glazunov y piano con Annette Essipoff. A los once años, Ornstein se abría camino asistiendo a cantantes de ópera
Para escapar de los pogromos incitados por la llamada Unión del Pueblo de Rusia, la familia emigró a Estados Unidos en febrero de 1906. Se establecieron en el Lower East Side de Nueva York, y Ornstein se enlistó en el Instituto de Artes Musicales, predecesor de la Juilliard School, donde estudió piano con Bertha Feiring Tapper. En 1911, tuvo un debut muy bien recibido en Nueva York con piezas de Johann Sebastian Bach, Beethoven, Frédéric Chopin y Robert Schumann. Grabaciones realizadas dos años después con obras de Edvard Grieg, Chopin y Ede Polini demuestran que Ornstein tenía "una gran sensibilidad pianística, prodigiosa habilidad técnica y madurez artística."

### Para escuchar
- Leo Ornstein Centenary Program, December 1, 1992 El compositor, en ocasión de su cumpleaños no. 100, con Charles Amirkhanian.
- Leo Ornstein: The Last of the Original 20th Century Mavericks Archivado el 12 de marzo de 2007 en Wayback Machine. Ornstein y su esposa entrevistados por Vivian Perlis
- Ornstein Archive Ornstein entrevistado por Max Schubel y Jennifer Rinehart.
- Ornstein Piano Music Interpretación del pianista Marc-André Hamelin de Suicide in an Airplane del Hyperion Leo Ornstein: Piano Music
- Sarah Cahill Plays Ornstein Video de 2002 interpretando Morning in the Woods (1977) para piano solo.